# Mikael Pernfors
Mikael Pernfors (n, 16 de julio de 1963 en Höllviken, Suecia) es un exjugador de tenis sueco. En su carrera ha conquistado 4 torneos ATP y su mejor posición en el ranking de individuales fue N.º 10 en septiembre de 1986 y en el de dobles fue N.º 32 en julio de 1988.

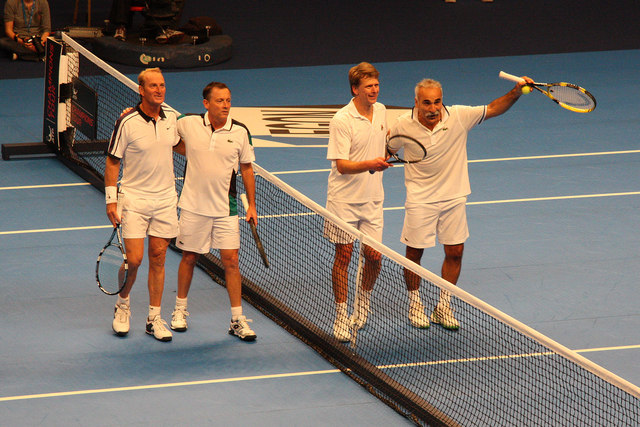
Las leyendas del tenis Peter McNamara, Mikael Pernfors, Andrew Castle y Mansour Bahrami saludan a la multitud del Albert Hall.

## Títulos (4; 3+1)

### Individuales (3)
| N.º | Fecha                    | Torneo                    | Superficie | Oponente en la final | Resultado     |
| --- | ------------------------ | ------------------------- | ---------- | -------------------- | ------------- |
| 1.  | 19 de septiembre de 1988 | Los Ángeles, EUA          | Dura       | Andre Agassi         | 6–2, 7–5      |
| 2.  | 3 de octubre de 1988     | Scottsdale, EUA           | Dura       | Glenn Layendecker    | 6–2, 6–4      |
| 3.  | 28 de febrero de 1993    | Masters de Canadá, Canadá | Dura       | Todd Martin          | 2–6, 6–2, 7–5 |

### Finalista (2)
| N.º | Fecha                 | Torneo                       | Superficie    | Oponente en la final | Resultado     |
| --- | --------------------- | ---------------------------- | ------------- | -------------------- | ------------- |
| 1.  | 26 de mayo de 1986    | Roland Garros, Paris, France | Tierra batida | Ivan Lendl           | 6–3, 6–2, 6–4 |
| 2.  | 15 de febrero de 1988 | Memphis, EUA                 | Dura (i)      | Andre Agassi         | 6–4, 6–4, 7–5 |

### Dobles (1)
| N.º | Fecha             | Torneo          | Superficie    | Oponente en la final | Resultado                  |               |
| --- | ----------------- | --------------- | ------------- | -------------------- | -------------------------- | ------------- |
| 1.  | 8 de mayo de 1989 | Charleston, EUA | Tierra batida | Tobias Svantesson    | Agustín Moreno Jaime Yzaga | 6–4, 4–6, 7–5 |

### Finalista en dobles (2)
| N.º | Fecha                 | Torneo              | Superficie    | Oponente en la final | Resultado               |          |
| --- | --------------------- | ------------------- | ------------- | -------------------- | ----------------------- | -------- |
| 1.  | 13 de julio de 1987   | Stuttgart, Alemania | Tierra batida | Magnus Tideman       | Rick Leach Tim Pawsat   | 6–3, 6–4 |
| 2.  | 15 de febrero de 1988 | Memphis, EUA        | Dura (i)      | Peter Lundgren       | Kevin Curren David Pate | 6–2, 6–2 |